# Hexatoma (Eriocera) perenensis
Hexatoma (Eriocera) perenensis is een tweevleugelige uit de familie steltmuggen (Limoniidae). De soort komt voor in het Neotropisch gebied.